# Dikaiofílaco
Un dikaiofílaco (griego: δικαιοφύλαξ, es decir, "guardián de las leyes"), fue un cargo judicial bizantino en uso desde el siglo XI hasta el siglo XV.
El título aparece atestiguado por primera vez a mediados del siglo XI, tanto en Constantinopla como en las provincias imperiales. Sus titulares se ocupaban de casos eclesiásticos y debían combinar conocimientos de derecho civil bizantino y derecho canónico. 
Inicialmente, el cargo se otorgaba tanto a oficiales laicos como eclesiásticos, pero a partir del reinado de Miguel VIII Palaiologos (r. 1259-1282) sólo se concedió a eclesiásticos.
El titular más notable fue Teodoro Escutariota, nombrado tras la reconquista de Constantinopla por Miguel VIII. A partir de Escutariota, todos los dikaiofílacos combinaron el cargo con uno de los puestos reservados a los exokatakoiloi y se contaron entre estos últimos.